# Campeonato Pan-Americano de Ginástica de 2014
O Campeonato Pan-Americano de Ginástica de 2014 foi realizado em Mississauga, Ontário, Canadá, de 20 de agosto a 1º de setembro de 2014. A competição foi organizada pela Federação Canadense de Ginástica e aprovada pela Federação Internacional de Ginástica.

## Medalhistas

### Ginástica artística
| Evento              | Ouro | Prata | Bronze |
| ------------------- | --- | --- | --- |
| Masculino           | | | |
| Equipes             | Estados Unidos · Sean Melton · Christopher Maestas · Marvin Kimble · Jonathan Horton · Brandon Wynn · Eddie Penev     | Colômbia · Jossimar Calvo · Jorge Giraldo · Jhonny Munoz · Carlos Calvo · Javier Sandoval · Jorge Pena Castiblanco | Brasil · Lucas Bitencourt · Sérgio Sasaki · Caio Souza · Diego Hypólito · Francisco Barreto Júnior · Arthur Zanetti |
| Individual geral    | Jossimar Calvo (COL)                                                                                                  | Manrique Larduet (CUB)                                                                                             | Sean Melton (USA)                                                                                                   |
| Solo                | Tomás González (CHI)                                                                                                  | Diego Hypólito (BRA)                                                                                               | Arthur Zanetti (BRA)                                                                                                |
| Cavalos com alças   | Daniel Corral (MEX)                                                                                                   | Marvin Kimble (USA)                                                                                                | Alexander Rodriguez (PUR)                                                                                           |
| Argolas             | Arthur Zanetti (BRA)                                                                                                  | Brandon Wynn (USA)                                                                                                 | Juan Raffo (CHI) |
| Salto               | Sérgio Sasaki (BRA)                                                                                                   | Jorge Vega (GUA)                                                                                                   | Caio Souza (BRA) |
| Barras paralelas    | Jorge Giraldo (COL)                                                                                                   | Manrique Larduet (CUB)                                                                                             | Caio Souza (BRA) |
| Barra fixa          | Jossimar Calvo (COL)                                                                                                  | Sérgio Sasaki (BRA) Manrique Larduet (CUB)                                                                         | |
| Feminino            | | | |
| Equipes             | Estados Unidos · MyKayla Skinner · Maggie Nichols · Madison Desch · Amelia Hundley · Madison Kocian · Ashton Locklear | Brasil · Julie Sinmon · Letícia Costa · Daniele Hypólito · Isabelle Cruz · Mariana Oliveira · Maria Cecília Cruz   | México · Alexa Moreno · Elsa García · Karla Torres · Karla Retiz · Ahtziri Sandoval · Miriana Almeida               |
| Individual geral    | MyKayla Skinner (USA)                                                                                                 | Jessica López (VEN)                                                                                                | Maggie Nichols (USA)                                                                                                |
| Salto               | MyKayla Skinner (USA)                                                                                                 | Yesenia Ferrera (CUB)                                                                                              | Dovélis Torres (CUB)                                                                                                |
| Barras assimétricas | Ashton Locklear (USA)                                                                                                 | Madison Kocian (USA)                                                                                               | Ahtziri Sandoval (MEX)                                                                                              |
| Trave               | Ana Sofía Gómez (GUA)                                                                                                 | Jessica López (VEN)                                                                                                | Julie Sinmon (BRA)                                                                                                  |
| Solo                | MyKayla Skinner (USA)                                                                                                 | Jessica López (VEN)                                                                                                | Yesenia Ferrera (CUB)                                                                                               |

### Ginástica rítmica
| Evento                   | Ouro | Prata | Bronze |
| ------------------------ | --- | --- | --- |
| Equipes                  | Estados Unidos · Jasmine Kerber · Rebecca Sereda · Serena Lu · Aliya Protto                                         | Brasil · Angélica Kvieczynski · Natália Gaudio · Andressa Jardim · Emanuelle Lima                                     | México · Cynthia Valdez · Rut Castillo · Karla Diaz · Cindy Gallegos                                                  |
| Individual geral         | Jasmine Kerber (USA)                                                                                                | Rebecca Sereda (USA)                                                                                                  | Angélica Kvieczynski (BRA)                                                                                            |
| Grupos                   | Brasil · Beatriz Francisco · Eliane Sampaio · Francielly Pereira · Gabrielle da Silva · Isadora Silva · Mayra Gmach | Estados Unidos · Jennifer Rokhman · Monica Rokhman · Alisa Kano · Kiana Eide · Natalie McGiffert · Kristen Shaldybin  | México · Marialicia Ortega · Maria Eugenia Nava · Nely Gonzalez · Diana Casillas · Alondra Rodriguez · Erendeni Nava  |
| Bola                     | Patricia Bezzoubenko (CAN)                                                                                          | Jasmine Kerber (USA)                                                                                                  | Angélica Kvieczynski (BRA)                                                                                            |
| Maças                    | Jasmine Kerber (USA)                                                                                                | Patricia Bezzoubenko (CAN)                                                                                            | Angélica Kvieczynski (BRA)                                                                                            |
| Arco                     | Patricia Bezzoubenko (CAN)                                                                                          | Angélica Kvieczynski (BRA)                                                                                            | Jasmine Kerber (USA)                                                                                                  |
| Fita                     | Jasmine Kerber (USA)                                                                                                | Cynthia Valdez (MEX)                                                                                                  | Angélica Kvieczynski (BRA)                                                                                            |
| Grupo 10 maças           | Brasil · Beatriz Francisco · Eliane Sampaio · Francielly Pereira · Gabrielle da Silva · Isadora Silva · Mayra Gmach | Estados Unidos · Jennifer Rokhman · Monica Rokhman · Alisa Kano · Kiana Eide · Natalie McGiffert · Kristen Shaldybin  | Canadá · Katrina Cameron · Maya Kojevnikov · Teija Korjus-Parker · Lucinda Nowell · Anjelika Reznik · Victoria Reznik |
| Grrupo 3 bolas / 2 fitas | Brasil · Beatriz Francisco · Eliane Sampaio · Francielly Pereira · Gabrielle da Silva · Isadora Silva · Mayra Gmach | Canadá · Katrina Cameron · Maya Kojevnikov · Teija Korjus-Parker · Lucinda Nowell · Anjelika Reznik · Victoria Reznik | México · Marialicia Ortega · Maria Eugenia Nava · Nely Gonzalez · Diana Casillas · Alondra Rodriguez · Erendeni Nava  |

### Ginástica de trampolim
| Evento                 | Ouro                                                                                | Prata                                                                                 | Bronze                                                                                 |
| ---------------------- | ----------------------------------------------------------------------------------- | ------------------------------------------------------------------------------------- | -------------------------------------------------------------------------------------- |
| Men                    |                                                                                     |                                                                                       |                                                                                        |
| Trampolim individual   | Jason Burnett (CAN)                                                                 | Keegan Soehn (CAN)                                                                    | Logan Dooley (USA)                                                                     |
| Trampolim sincronizado | Logan Dooley (USA) · Steven Gluckstein (USA)                                        | Jeffrey Gluckstein (USA) · Aliaksei Shostak (USA)                                     | Rafael Andrade (BRA) · Carlos Ramirez Pala (BRA)                                       |
| Trampolim por equipes  | Canadá · Keegan Soehn · Kyle Soehn · Jason Burnett · Sebastien St-Germain           | Estados Unidos · Steven Gluckstein · Jeffrey Gluckstein · Logan Dooley · Neil Gulati  | Brasil · Carlos Ramirez Pala · Bruno Martini · Rafael Andrade · Breno Souza            |
| Duplo-mini             | Alexander Renkert (USA)                                                             | Jon Schwaiger (CAN)                                                                   | Keegan Soehn (CAN)                                                                     |
| Duplo-mini por equipes | Brasil · Bruno Martini · Mario Santana · Breno Souza                                | Canadá · Jon Schwaiger · Keegan Soehn · Douglas Armstrong · Ryan Sheehan              | Estados Unidos · Alexander Renkert · Casey Chandler · Austin White · Steward Pritchard |
| Tumbling               | Austin Nacey (USA)                                                                  | Michael Chaves (CAN)                                                                  | Trevor Jackson (USA)                                                                   |
| Tumbling por equipes   | Estados Unidos · Trevor Jackson · Alexander Renkert · Austin Nacey · Jerrett Jensen | Canadá · David Findlay · Michael Chaves · Vincent Lavoie · Junior Charpentier-Leclerc | —                                                                                      |
| Feminino               |                                                                                     |                                                                                       |                                                                                        |
| Trampolim individual   | Rosannagh Maclennan (CAN)                                                           | Samantha Sendel (CAN)                                                                 | Camilla Gomes (BRA)                                                                    |
| Trampolim sincronizado | Rosannagh Maclennan (CAN) · Samantha Sendel (CAN)                                   | Camilla Gomes (BRA) · Joana Conde Perez (BRA)                                         | Charlotte Drury (USA) · Shaylee Dunavin (USA)                                          |
| Trampolim por equipes  | Canadá · Rosannagh MacLennan · Samantha Sendel · Karen Cockburn · Samantha Smith    | México · Dafne Navarro · Alejandra Fernandez · Samantha Zamudio · Andrea Pinzan       | Argentina · Mara Colombo · Julieta Espeche · Marianela Galli · Ludmila Skovich         |
| Duplo-mini             | Erin Jauch (USA)                                                                    | Tristan van Natta (USA)                                                               | Mara Colombo (ARG)                                                                     |
| Duplo-mini por equipes | Estados Unidos · Erin Jauch · Tristan van Natta · Kristle Lowell · Breanne Millard  | Canadá · Carine Dufour · Tiana Hesmert · Arden Oh                                     | Argentina · Mara Colombo · Julieta Espeche · Marianela Galli                           |
| Tumbling               | Jordan Sugrim (CAN)                                                                 | Yuliya Stankevich-Brown (USA)                                                         | Erin Templeton (CAN)                                                                   |

## Quadro de medalhas
| Pos.                | País                | Ouro | Prata | Bronze | Total |
| ------------------- | ------------------- | ---- | ----- | ------ | ----- |
| 1                   | Estados Unidos      | 16   | 11    | 7      | 34    |
| 2                   | Canadá              | 8    | 9     | 3      | 20    |
| 3                   | Brasil              | 6    | 6     | 12     | 24    |
| 4                   | Colômbia            | 3    | 1     | 0      | 4     |
| 5                   | México              | 1    | 2     | 5      | 8     |
| 6                   | Guatemala           | 1    | 1     | 0      | 2     |
| 7                   | Chile               | 1    | 0     | 1      | 2     |
| 8                   | Cuba                | 0    | 4     | 2      | 6     |
| 9                   | Venezuela           | 0    | 3     | 0      | 3     |
| 10                  | Argentina           | 0    | 0     | 3      | 3     |
| 11                  | Porto Rico          | 0    | 0     | 1      | 1     |
| Total (11 entradas) | Total (11 entradas) | 36   | 37    | 34     | 107   |